# 1835
1835. је била проста година.

## Догађаји

### Јануар
- 30. јануар — Председник САД Ендру Џексон преживео атентат. То је био први атентат извршен на шефа државе у историји САД.

### Фебруар
- 2. фебруар — Сретењска велика народна скупштина у Крагујевцу
- 15. фебруар — У Крагујевцу основан Књажевско-српски театар.

### Јун
- 1. јун — Петровска скупштина у Крагујевцу

### Октобар
- 2. октобар — Мексички војници су покушали да разоружају мештане Гонзалеза, али су наишли на јак отпор на брзину скупљене милиције.

### Децембар
- 16. децембар — У великом пожару који је захватио Њујорк уништено 600 грађевина.

## Рођења

### Септембар
- 29. новембар — Циси, кинеска царица. († 1908)
- 30. новембар — Марк Твен, амерички књижевник († 1910)

## Смрти

### Март
- 2. март — Франц II, цар Светог римског царства, светоримски и аустријски цар